# 雷翁二世
雷翁二世，(?-812)，北高加索阿布哈茲王國第一任國王。

繪有雷翁二世的郵票

阿布哈茲本是拜占廷帝國勢力範圍，但因他是可薩汗國汗伯克的外孫，所以受可薩汗國支持獨立，反過來他也承認可薩汗國是他宗主。